# Gastón Acurio
Gastón Acurio Jaramillo (Lima, 30 de outubro de 1967) é um renomado chef de cozinha peruano e promotor da comida peruana. Ele é dono do restaurante "Astrid & Gastón", eleito o 67º melhor restaurante no mundo em 2019. A casa tocada por ele e pela esposa Astrid Gutsche já ficou entre as 15 melhores do mundo, segundo a revista "Restaurant", e foi a melhor da América Latina entre 2013 e 2015.
Em paralelo com as franquias de restaurantes de comida peruana, Gastón Acurio está envolvido em numerosos projetos que incluem:
- Um programa culinário de televisão, "La Aventura Culinaria", que é transmitido pela TV a cabo "PlusTV".
- Principais eventos culinários de todo o mundo, nos quais ele promove a culinária peruana para um público mais amplo, tarefa que ele realizou no Madrid Fusion 2006, onde finalmente internacionalizou o ceviche peruano.
- Livros de culinária, com uma bela coleção divulgada recentemente pelo jornal peruano El Comercio.
- Menu do trem Belmond Andean Explorer

## Prêmios e Honrarias
- 2006 - “Emprendedor de América latina” pela revista América Economía.
- 2006 - "Empresario del año" pela IPAE.
- 2009 - Prêmio "Prince Claus".
- 2011 - Eleito um dos 20 cozinheiros mais influentes do mundo pela "Feria Madrid Fusión"
- 2013 - "Global Gastronomy Award"
- 2013 - Premio Antica Corte Pallavicina
- 2014 - Lifetime Achievement del Latin America’s 50 Best Restaurants
- 2018 - agraciado com o prêmio "Dinners Club Lifetime Achievement Award".[3]

## Livros Publicados
- Perú una Aventura Culinaria - 2002-  ISBN 9972-58-002-4
- Cocina casera para los tiempos de hoy - 2003 - ISBN 978-9972580062
- Las cocinas del Perú por Gastón Acurio - 2006 -
- Larousse de la Gastronomía Peruana – 2008 -ISBN 978-6074000047
- 500 años de fusión - 2008 - ISBN 978-603-300-026-2
- La Guía de Gastón – Un dato para cada antojo - 2009 - ISBN 978-612-301-061-4
- Cebiche Power - 2012 - ISBN 978-612-4070-62-4 -
- 21 revelaciones para el mundo - 2012 - ISBN 978-612-45834-4-5
- Perú The Cookbook - 2015 - ISBN 978-0714869209
- Bitute - 2015 - ISBN 9786124677526
- Sazón en Acción - 2016 - ISBN 978-612-46233-8-7
- Bravazo - 2017 - ISBN 978-612-42721-7-2